# Jeanne Gaveston
Jeanne Gaveston, née vers le 12 janvier 1312 à York et morte le 13 janvier 1325 à Amesbury, est le seul enfant de Pierre Gaveston, 1er comte de Cornouailles, et de Marguerite de Clare.

## Biographie

### Naissance
Jeanne Gaveston est la fille et le seul enfant de Pierre Gaveston, 1er comte de Cornouailles et favori du roi Édouard II d'Angleterre, et de Marguerite de Clare, nièce du roi Édouard. Quelques mois avant sa naissance, le 3 novembre 1311, ce dernier a été contraint d'accepter la sentence d'exil perpétuel contre le père de Jeanne demandée par les Ordonnances. Gaveston s'est en effet attiré depuis l'avènement du roi en 1307 l'inimitié de l'essentiel du baronnage d'Angleterre, en raison des faveurs démesurées que fait pleuvoir le roi Édouard II sur lui, alors qu'il n'est issu de naissance que d'une modeste famille de la noblesse du duché d'Aquitaine. Après le bannissement de son favori et neveu-par-alliance, le roi demande à la fin du mois de décembre 1311 ou au début du mois de janvier 1312 à sa nièce Marguerite, alors à un stade très avancé de sa grossesse, de quitter le château de Wallingford où elle résidait jusque-là et de le suivre en direction du Yorkshire, probablement afin de la protéger des adversaires de Gaveston et d'éviter qu'elle ne soit prise en otage dans l'éventualité d'un affrontement militaire avec ces derniers. Marguerite et son oncle se séparent ensuite, elle se rendant à York pour y accoucher, lui à Knaresborough, où il arrive le 8 janvier 1312 ou peu avant cette date.
Pendant ce temps, Pierre Gaveston rentre secrètement de l'exil qui lui a été imposé et retrouve le roi le 13 janvier à Knaresborough : la raison de son retour si rapide peut avoir été la naissance imminente de son héritier. Immédiatement après leurs retrouvailles, les deux hommes se rendent à York, où Marguerite de Clare a donné naissance la veille à une fille,, prénommée Jeanne en hommage à Jeanne d'Angleterre, la mère de Marguerite. Peut-être Pierre avait-il ensuite pour intention de retourner en exil, mais Édouard II profite de sa présence pour annuler le 18 janvier la sentence prononcée à l'encontre de son favori et le restaurer dans toutes ses possessions deux jours plus tard. Quelques semaines plus tard, le 20 février, le baptême de Jeanne Gaveston est fastueusement célébré sur ordre du roi, tandis que la reine Isabelle de France rejoint son époux Édouard II et le futur Édouard III est conçu à cette occasion. Mais le retour illégal de Pierre Gaveston en Angleterre déclenche la fureur des seigneurs qui ont réclamé son exil et, à l'instigation de Thomas de Lancastre, 2e comte de Lancastre, et de Guy de Beauchamp, 10e comte de Warwick, le favori, traqué par ses adversaires et séparé du roi, est capturé, condamné à mort pour haute trahison et exécuté sommairement le 19 juin 1312.

### Fiançailles
Apprenant la mort de Pierre Gaveston, Édouard II s'empresse d'accorder sa protection à sa veuve et leur fille. La jeune Jeanne Gaveston est immédiatement envoyée au prestigieux prieuré d'Amesbury dans le Wiltshire, où elle est élevée auprès de sa cousine Éléonore de Bohun sous la supervision de Marie d'Angleterre, une des sœurs du roi. La mort subite de son oncle Gilbert de Clare, 8e comte de Gloucester et 7e comte de Hertford, fait de sa mère Marguerite l'une des cohéritières de la famille de Clare : par conséquent, Jeanne peut espérer épouser un seigneur de haut rang au sein du baronnage. Dès 1316, Édouard II la fiance à Thomas Wake, 2e baron Wake de Liddell. Pourtant, ce dernier épouse avant le 9 octobre de la même année Blanche de Lancastre, la nièce de Thomas de Lancastre. On ignore pourquoi Wake a refusé la main de Jeanne : en effet, ce n'est pas Blanche qui est destinée à hériter de la fortune de son oncle, mais son frère Henri de Grosmont. Il est possible que Wake ait jugé préférable à cette période de s'allier au comte de Lancastre plutôt qu'au roi, alors sérieusement affaibli par ses échecs militaires, ou qu'il ait supposé que Marguerite de Clare se remarierait et aurait un fils, privant Jeanne Gaveston de son statut d'héritière d'un tiers du prestigieux patrimoine de Clare.
Quoi qu'il en soit, Édouard II condamne Thomas Wake à verser à « notre très chère parente » la somme de 1 000 livres en dédommagement, qui est partiellement payée le 3 novembre 1317. Le roi envisage ensuite un nouveau parti pour sa petite-nièce, dont il négocie le 25 mai 1317 le mariage avec John de Multon, fils de Thomas de Multon, 1er baron Multon d'Egremont, et d'Éléonore de Bourg, fille du magnat irlandais Richard de Bourg, comte d'Ulster. Édouard II et Thomas de Multon s'accordent pour que le mariage ait lieu dès la majorité des deux fiancés. Le baron Multon promet au roi d'accorder à Jeanne la somme de 400 marcs et qu'« il ne s'éloignera pas de lui-même des terres qu'il détient actuellement ou qu'il héritera par réversion ou autrement, aux dommages ou au déshéritement de son fils ». En contrepartie, Édouard s'engage à verser à Thomas de Multon une dot de 1 000 livres, qu'il obtient grâce à l'amende payée par Thomas Wake, et semble envisager de placer Jeanne chez son futur beau-père jusqu'à son mariage, bien que l'idée soit finalement abandonnée pour une raison inconnue. Enfin, le baron doit jurer de payer au roi la somme colossale de 10 000 livres s'il vient à renoncer unilatéralement au mariage de son fils et héritier avec Jeanne Gaveston.

### Mort
Le 28 avril 1317, peu avant la signature du contrat de mariage de Jeanne Gaveston, sa mère Marguerite de Clare se remarie en secondes noces avec Hugh Audley, 1er baron Audley et nouveau favori du roi Édouard. Les deux époux ont bientôt une fille, Marguerite Audley, qui devient cohéritière de la fortune de sa mère au même titre que sa demi-sœur Jeanne. En mai 1322, à la suite d'une rébellion infructueuse contre le roi à laquelle a participé Hugh Audley, Marguerite de Clare et sa seconde fille Marguerite sont recluses sur ordre d'Édouard II au prieuré de Sempringham dans le Lincolnshire. Cette décision ne semble pas avoir affecté le destin de Jeanne Gaveston, qui demeure au prieuré d'Amesbury en attendant que son mariage avec John de Multon puisse être célébré. Mais le mariage n'aura en définitive jamais lieu, puisque Jeanne meurt prématurément et de causes inconnues le 13 janvier 1325, le lendemain de son treizième anniversaire. On ne dispose d'aucune trace concernant ses funérailles, bien qu'il soit très probable qu'elles aient été grandement célébrées à la demande du roi, son grand-oncle : en effet, ce dernier n'a jamais oublié de prier le 19 juin de chaque année depuis 1315 plusieurs maisons religieuses d'organiser une messe en l'honneur de Pierre Gaveston.
En janvier 1332, le roi Édouard III fait diligenter une enquête afin de déterminer si John de Multon doit acquitter la somme de 10 000 livres en dédommagement en raison de la non-célébration de son mariage avec Jeanne Gaveston, mais les officiers royaux concluent qu'aucune amende ne peut être exigée du nouveau baron Multon d'Egremont : ils déclarent vaguement à cette occasion dans leur rapport que Jeanne est morte de maladie et affirment par erreur qu'elle est décédée à l'âge de quinze ans. Les historiens ont aussi pendant une certaine période placé la date de naissance de Jeanne en 1310 et l'ont confondue avec sa demi-sœur illégitime Amie Gaveston, qui sera ultérieurement une suivante de Philippa de Hainaut, l'épouse d'Édouard III. Quoi qu'il en soit, John de Multon meurt lui aussi prématurément et sans descendance en 1334. Le trépas de Jeanne Gaveston fait également de sa demi-sœur Marguerite la seule héritière de leur mère Marguerite de Clare. Libérée à la chute d'Édouard II en 1326 tout comme ses parents, Marguerite Audley devient une héritière attractive et est par conséquent épousée de force en 1336 par Ralph de Stafford, qui convoite le tiers de l'héritage de Clare et héritera des possessions de sa belle-mère Marguerite de Clare à sa mort en 1342.